# Dream Brother
«Dream Brother» — песня американского автора-исполнителя Джеффа Бакли с дебютного студийного альбома музыканта Grace.

## О песне
Композиция написана Джеффом Бакли и музыкантами его группы: бас-гитаристом Миком Грондалом и барабанщиком Мэттом Джонсоном. Песня является посвящением другу Джеффа, Крису Доуду из группы Fishbone, который ушёл от своей подруги, не в силах справиться с новостью о её беременности — так же, как когда-то отец Джеффа, музыкант Тим Бакли. Цитируя обращение из текста песни: «Не будь как тот, из-за кого я стар/Не лги как тот, чьё я лишь имя нашёл/Ведь они ждут тебя, как когда-то я ждал/И тогда никто не пришёл».

«Это песня о моём друге, который вёл тот ещё образ жизни… Он в беде. Это песня для него. Я знаю, куда может привести саморазрушение, и я хотел предупредить его. Но я жуткий лицемер, потому что когда я позвонил ему и рассказал о песне, которую написал, в ту же ночь я перебрал гашиша и проснулся с отвратительным чувством. Очень тяжело не поддаваться чьим-то отрицательным эмоциям. Жизнь — это полный хаос».
Оригинальный текст (англ.)It's a song about a friend of mine, who's led a rather excessive life... He is in trouble. This song is for him. I know what self-destruction can lead to, and I have tried to warn him. But I am one big hypocrite because when I called him up and told him about the song I'd written, that same night I took an overdose of hash and woke up the next day feeling terrible. It is very hard not to give in to one's negative feelings. Life is total chaos.
— Джеф Бакли, интервью журналу «OOR».

## В популярной культуре
- Название композиции было использовано для биографической книги, основанной на жизни Тима и Джеффа и написанной после смерти последнего журналистом Дэвидом Брауном.
- Dream Brother — название трибьют-альбома различных исполнителей, исполнивших некоторые песни Тима и Джеффа Бакли.[2]
- Английская прогрессив-метал-группа TesseracT записала свою версию песни «Dream Brother» для мини-альбома Perspective.